# Salima Saa
Salima Saa, née le 7 septembre 1971 à Soissons (Aisne), est une cadre commerciale, entrepreneuse, haute fonctionnaire et femme politique française.
De septembre à décembre 2024, elle est secrétaire d'État chargée de l’Égalité entre les femmes et les hommes dans le gouvernement Michel Barnier.

## Biographie

### Famille et formation
Salima Saa naît le 7 septembre 1971 à Soissons dans le département de l'Aisne, du mariage de Lekhmissi Saa, ancien harki et officier de l'armée française, et de Bekhta Hamadi, assistante administrative. La famille, de classe moyenne, compte cinq enfants.
Après des études secondaires au collège français de Tübingen en Allemagne, puis au lycée franco-allemand de Berlin, elle poursuit des études supérieures à l'université de Swansea (Royaume-Uni) où elle obtient une maîtrise de biologie, puis à l'université de Lille où elle obtient un diplôme d'études supérieures spécialisées (DESS) « Gestion des ressources naturelles renouvelables » et à l'École supérieure de commerce de Marseille où elle obtient un diplôme de Sciences du management.

### Parcours professionnel
En 1996, elle est chargée de marketing opérationnel au mensuel Décision Environnement, puis en 1997, chargée de communication au bureau d'études DSA Environnement puis à l'Agence de l'eau jusqu'en 1999. En 2000, elle fonde la société de conseil « Enviro2b.com », un site professionnel sur l'environnement.
Elle vend cette société avant l’explosion de la « bulle Internet » puis en 2002, elle crée son cabinet de conseil « Com'Saa ». En 2007, elle est responsable de l'agence Parmenion et intègre le Groupe Saur en 2008 comme directrice commerciale jusqu'en 2012. En 2011-2012, elle préside le conseil d'administration de l'Agence nationale pour la cohésion sociale et l'égalité des chances. En 2012, elle crée le cabinet « 25 Consulting ».
À partir du 1er septembre 2014, elle est directrice commerciale déléguée chez Veolia. Le 11 septembre 2017, après la campagne présidentielle où elle avait été porte-parole de Bruno Le Maire[réf. nécessaire] et l'élection d'Emmanuel Macron, elle rejoint Transdev au poste de directrice commerciale « Marché Collectivités locales ». Le 16 mars 2020, elle est nommée directrice commerciale et membre du comité exécutif Eau France de Suez[réf. souhaitée].
Le 27 mars 2018, elle est nommée membre du conseil d'administration de l'Agence française de développement (AFD)[source secondaire souhaitée].  

### Parcours politique

#### Engagements
Salima Saa s’engage quelques années au Parti radical valoisien alors dirigé par Jean-Louis Borloo.Son  engagement associatif  lui vaut en 2008 de devenir membre du Haut Conseil des rapatriés, puis en 2009 du Haut Conseil à l'intégration.
En 2010, elle candidate auprès du ministre de la Ville Maurice Leroy, soutien affiché de Jean-Louis Borloo, pour prendre la tête de l’Agence nationale pour la cohésion sociale et l'égalité des chances. Elle est nommée présidente de l’établissement en février 2011.

#### Ascension à l'UMP
Salima Saa prend sa carte à l’UMP en 2011[réf. nécessaire].
Dès la fin de l’année, elle participe régulièrement aux rencontres des jeunes pousses de l’UMP avec Nicolas Sarkozy.
Le 10 janvier 2012, elle est nommée secrétaire nationale de l’UMP chargée du développement urbain. Elle intègre au même moment la « cellule riposte » menée par Brice Hortefeux chargée de contrer les positions du Parti Socialiste dans les médias.[réf. nécessaire]
Le 24 février, elle rejoint l’équipe de Nathalie Kosciusko-Morizet alors porte-parole de la campagne de Nicolas Sarkozy. Selon le secrétaire général de l’UMP, Jean-François Copé, elle fait partie des « révélations » de la campagne.
Salima Saa est investie par l’UMP dans la huitième circonscription du Nord (Roubaix-Wattrelos) pour les élections législatives de 2012, avec son suppléant le pasteur Patrick Beeusaert du Nouveau Centre. Au niveau local on lui reproche d’être parachutée de Paris. Elle n’obtient que 13,17 % des voix au premier tour et arrive en quatrième position.
Elle a pour modèle Nathalie Kosciusko Morizet qu’elle considère « au dessus du lot sur tous les sujets ».
En juin 2012, elle fait partie des membres fondateurs de l’Association des amis de Nicolas Sarkozy.
Début juillet 2012, elle quitte la présidence de l’Acsé[Quoi ?]. Elle regrette l’absence de politique urbaine du gouvernement et de la ministre Cécile Duflot qui ne l’a toujours pas reçue deux mois après sa nomination. Parallèlement, elle lance un « club d’expert » au sein de l’UMP consacré à la cohésion sociale.
À l’occasion du congrès de l’UMP de 2012, elle soutient Jean-François Copé. Le 21 février 2013, elle est nommée conseillère politique du parti.[réf. nécessaire]
Le 6 février 2014 elle publie un livre de propositions sur la nécessité de moderniser la vie politique : Le Changement, c'est pour quand?
Elle se présente sur une liste aux élections municipales de 2014 à Aix-en-Provence, rejoignant la liste UDI menée par Bruno Genzana « Aix pour Atout » en 4e position. La liste obtient un score de 11 % au premier tour, et doit se retirer alors que la liste UMP fait 38 %.
Le 4 octobre 2015, elle annonce son ralliement à la candidature de Bruno Le Maire à la primaire de la droite et du centre prévue pour fin 2016. En septembre 2016, elle est nommée avec cinq autres personnalités porte-parole de sa campagne de la primaire.

### Carrière préfectorale
Le 29 juillet 2020, elle est nommée préfète du département de la Corrèze. Elle prend ses fonctions le 24 août. À la suite de la nomination d'Étienne Desplanques le 20 juillet 2022 en qualité de préfet de la Corrèze, Salima Saa quitte ses fonctions le 22 août.

### Retour dans le privé
En novembre 2022, elle rejoint Id Verde, entreprise paysagiste pour la création et l’entretien d’espaces verts, en qualité de chargée de mission pour le Moyen-Orient puis directrice de zone Moyen-Orient à partir de janvier 2023. En mars 2023, Salima Saa est nommée directrice générale déléguée d'Id Verde, chargée du développement en France et au Moyen-Orient.

### Secrétaire d'État chargée de l’Égalité entre les femmes et les hommes
Le 21 septembre 2024, elle est nommée secrétaire d'État chargée de l’Égalité entre les femmes et les hommes dans le gouvernement Michel Barnier. Le 3 octobre 2024, elle promet de mettre au point d'ici le 25 novembre de la même année, journée internationale de lutte contre les violences faites aux femmes, un plan de lutte contre ces violences.

## Distinctions
Le 14 novembre 2011, Salima Saa est nommée au grade de chevalier dans l'ordre national du Mérite au titre de « membre du Haut Conseil à l'intégration, présidente de l'Agence nationale pour la cohésion sociale et l'égalité des chances ; 15 ans de services ».
Le 29 décembre 2023, elle est nommée au grade de chevalier dans l'ordre national de la Légion d'honneur au titre de « ancienne préfète, directrice générale déléguée auprès d'une entreprise ; 27 ans de services ».

## Pour approfondir